# Louis-François Pelletier
Louis François Élie Pelletier, comte de Montmarie, genannt Louis-François Pelletier (* 12. März 1771 in Boury-en-Vexin; † 17. Februar 1854 in Pontault-Combault) war ein französischer Général de division der Infanterie.

## Leben und Wirken
Begeistert von den Idealen der Revolution schloss sich Pelletier zusammen mit seinem jüngeren Bruder – dem späteren Kavallerie-General Aimé-Sulpice Pelletier den revolutionären Truppen an. Er konnte sich durch Tapferkeit mehrfach in den Revolutionskriegen auszeichnen und wurde auch sehr schnell befördert. Bereits 1804 wurde er – im Rang eines Chef d’escadron – als Aide-de-camp in den Stab von General François-Joseph Lefebvre berufen.
Pelletier kämpfte u. a. vor Preußisch Eylau (7./8. Februar 1807) und nahm an der Belagerung von Danzig (März/Mai 1807) teil (→Republik Danzig).
1809 kommandierte Pelletier bei der Niederschlagung des Tiroler Volksaufstandes. Anschließend wurde er nach Spanien in den dortigen Krieg versetzt. Er kämpfte vor Buçaco (27. September 1810), Vinaròs (26. November 1810) und Sagunt (25. Oktober 1811). Auch an den Belagerungen von Ciudad Rodrigo (April/Juni 1810), Tarragona (Mai/Juni 1811) und Valencia (Dezember 1811/Januar 1812) nahm er teil. Nach der Schlacht von Vitoria (21. Juni 1813) hatte sich das Kriegsglück gewendet und er konnte mit seinen Truppen wieder nach Frankreich zurückkehren.
Nach der Schlacht bei Paris (30. März 1814) und Napoleons Abdankung (→Abdikation) schloss sich Pelletier den Bourbonen an und unterstützte König Ludwig XVIII. Während der Restauration betraute man ihn mit einer führenden Funktion – als Lieutenant des Gardes du Corps in der Königlichen Garde. Unter König Karl X. reüssierte Pelletier in der Politik. Zwischen 1824 und 1827 vertrat Pelletier das Département Haut-Rhin in der Abgeordnetenkammer. 1827 legte er sein Mandat nieder und zog sich ins Privatleben zurück.
Er ließ sich in Pontault-Combault nieder und starb dort drei Wochen vor seinem 83. Geburtstag, am 17. Februar 1854. Seine letzte Ruhestätte fand er auf dem Friedhof Père-Lachaise (24. Division).

## Ehrungen
- 1804 Chevalier der Ehrenlegion
- 1809 Baron de l’Émpire
- 1825 Commandeur des Ordre royal et militaire de Saint-Louis
- Ritter des Militär-St.-Heinrichs-Ordens
- Ritter des Militär-Max-Joseph-Ordens
- Ritter des Militär-Karl-Friedrich-Verdienstordens
- Grand Officier der Ehrenlegion
- Sein Name findet sich am westlichen Pfeiler (40. Spalte) des Triumphbogens am Place Charles-de-Gaulle (Paris).